# Отнесени от вихъра (филм)
„Отнесени от вихъра“ (на английски: Gone with the Wind) е американски филм от 1939 година, историческа романтична драма с режисьор Виктор Флеминг по сценарий на Сидни Хауърд. Филмът е направен по едноименния роман на Маргарет Мичъл от 1936 година. В главните роли участват Кларк Гейбъл и Вивиан Лий. Този филм държи рекорда по най-много продадени билети. Получава 10 Оскара – рекорд, който се задържа в продължение на 20 години и впоследствие е надминат само от Бен-Хур – от 1960 и Титаник – от 1997 г., с по 11 оскара). За отбелязване е и фактът, че Оскарът за най-добра поддържаща женска роля, присъден на Хати Макданиел я прави първият в историята афроамерикански актьор с подобно признание. Отнесени от вихъра става символ на златния век на Холивуд.

## Сюжет
Внимание:  Текстът по-долу разкрива сюжета на произведението (или части от него)!
Във филма се разказва за Американската гражданска война и нейния ефект върху живота на хората от Юга. Филмът започва с голяма памучна плантация – Тара – в провинциална Джорджия през 1861, в навечерието на Американската гражданска война, където Скарлет О'Хара (Вивиан Лий) флиртува с двамата близнаци Тарлтън – Брент и Стюърт. Скарлет, Сюелън и Карийн са трите дъщери на ирландския емигрант Джералд О'Хара (Томас Мичел) и съпругата му, Елен О'Хара (Барбара О'Нийл). Близнаците споделят със Скарлет тайната, че един от съселяните, в когото тя е тайно влюбена – Ашли Уилкс (Лесли Хауърд) е напът да се ожени за братовчедка си Мелани Хамилтън (Оливия де Хавиланд) и годежът им ще бъде съобщен на следващия ден, по време на барбекюто в дома на Ашли – плантацията Дванадесетте дъба.
В Дванадесетте дъба, Скарлет забелязва, че е ухажвана от красивия, но арогантен Рет Бътлър (Кларк Гейбъл), чието семейство се е отказало от него. Рет допълнително си навлича неодобрението на останалите мъже, когато заявява, че в случай на война, Югът няма никакъв шанс срещу превъзхождащия го по брой и индустриална мощ Север.
Когато Скарлет се измъква от следобедната си дрямка, за да остане насаме с Ашли в библиотеката, тя му признава за любовта си към него. Той споделя, че я намира привлекателна и че винаги я е обичал, но Мелани му подхожда повече. Скарлет обвинява Ашли, че я е подвел да мисли, че е влюбен в нея и в яда си го удря. Ашли безмълвно напуска стаята, а Скарлет побеснява още повече, когато разбира, че Рет през цялото време е бил на дивана в библиотеката и е чул целия им разговор. „Господине, Вие не сте никакъв джентълмен“, зявява тя, на което той отговоря: „А Вие, госпожице, не сте никаква дама!“. Преди разговора да приключи, Рет ѝ обещава, че ще запази тайната ѝ.
Скарлет напуска библиотеката бясна, а барбекюто е прекъснато от новината, че войната е обявена. Мъжете бързат да се запишат, а всички жени са разбудени от следобедната си дрямка. Скарлет наблюдава от прозореца как Ашли целува Мелани за довиждане. Младият и срамежлив брат на Мелани, Чарлс Хамилтън, с когото Скарлет понякога флиртува, ѝ предлага брак и тя се съгласява. Двамата се женят, но много скоро тя остава вдовица, тъй като Чарлс умира от пневмония и дребна шарка.
Майката на Скарлет я изпраща в дома на Хамилтън в Атланта, за да я разведри, макар че прислужницата на О'Хара – Мами – казва на Скарлет, че е наясно, че тя отива там само за да чака завръщането на Ашли. Скарлет и Мелани посещават благотворителен базар в Атланта; Скарлет, която би трябвало да е в траур и да оплаква съпруга си, предизвиква гневни погледи и шушукане. Рет, сега контрабандист на стоки от Англия, се появява внезапно. Скарлет шокира цяла Атланта, приемайки предложението му за танц. Докато танцуват, Рет ѝ казва, че намеренията му са да я спечели, а тя заявява, че това няма да се случи никога, не и докато тя е жива.
Войната се обръща срещу Конфедерацията след битката при Гетисбърг и много провинциални приятели и ухажори на Скарлет са убити. Скарлет прави още един опит да спечели сърцето на Ашли по време на неговия коледен отпуск, все така неуспешен, въпреки че двамата споделят страстна целувка в приемния салон в деня на Коледа, точно преди той да тръгне обратно към войната.
Осем месеца по-късно, когато градът е обсаден от армията на Съюза по време на Атлантската кампания, Мелани получава преждевременни и много тежки родилни болки. Налага се Скарлет да изроди детето сама, с помощта на прислужницата Приси. Скарлет моли Рет да върне нея, Мелани, Приси и бебето незабавно в Тара. Той се появява с кон и каруца, за да ги изведе от града. Разделя се с нея с гореща целувка и я оставя с почти умрелия кон, безпомощно болната Мелани, бебето ѝ и разплаканата Приси на пътя към Тара. На целувката му тя отвръща с шамар и той тръгва обратно да се бие с армията на Конфедерацията.
По време на пътуването към дома, Скарлет вижда изпепелено Дванадесетте дъба, изоставено и напълно разрушено. С облекчение открива, че Тара е все още цяла, но майка ѝ е починала скоро от тиф, а умът на баща ѝ е отслабнал заради стреса. Тара е плячкосана от войниците на Съюза, земите не са обработвани и поддържани. Скарлет се заклева, че ще направи всичко, за да оцелеят тя и семейството ѝ: „Нека Бог ми е свидетел, никога повече няма да гладувам!“
Семейството на Скарлет и прислужниците започват да събират памуковите полета. Тя, освен това, убива един войник на Съюза, който се опитва да ги обере и намира златни монети в торбата му, достатъчно за да поддържа семейството и слугите за кратко време. С победата над Конфедерацията и края на войната, Ашли се завръща от своето затворничество. Мами спира Скарлет в стремежа ѝ да затича към него. Ашли, останал без никакъв дух и стремеж, открива, че всъщност е почти безполезен в плантацията. Скарлет го моли да избягат заедно и той признава, че я желае и я целува страстно, но не може да напусне Мелани.
Джералд О'Хара умира, когато конят му го хвърля при опит да изгони от имота си един янки, бивш надзирател в плантацията, който сега иска да купи Тара. Скарлет трябва сама да издържа семейството и разбира, че не може да плаща непрекъснато растящите данъци. Разбирайки, че Рет е в Атланта, и вярвайки, че той все още е богат, тя кара Мами да ѝ ушие сложна рокля от пердетата на майка ѝ, които все още висят в голямата зала. Въпреки това, при посещението ѝ, Рет ѝ казва, че неговите сметки в чуждестранни банки са блокирани и че нейните опити да получи парите му са напразни. Когато си тръгва, Скарлет среща годеника на сестра си, Франк Кенеди, мъж на средна възраст, който сега обаче е собственик на успешен магазин.
Скарлет го лъже, че Сюелън се е изморила да го чака и се е омъжила за друг. Щом става г-жа Франк Кенеди, Скарлет превзема бизнеса му и с печалбата купува дъркорезница, която ѝ носи пари по време на възстановяването на Атланта – отчасти защото търгува с презрените янки и наема осъдени за работници. Когато Ашли е напът да приеме предложение за работа от банка на север, Скарлет се разплаква и го моли да остане, защото ѝ е нужен, за да ѝ помага с дъскорезницата. Притиснат от състрадателната Мелани, той отстъпва. Един ден, след като Скарлет е нападната докато минава покрай близкия бедняшки квартал, Франк, Ашли и останалите нахлуват през нощта в квартала. Ашли е ранен в мелето с войници на Съюза, а Франк е убит.
Когато погребението на Франк е едва приключило, Рет посещава Скарлет, която пие и ѝ предлага брак. Скарлет е потресена от лошия му вкус, но приема предложението му, отчасти заради парите. Той я целува и ѝ казва, че ще спечели любовта ѝ един ден, защото те двамата са еднакви. След меден месец в Ню Орлиънс, Рет обещава да възстанови Тара до предишното ѝ величие, докато Скарлет строи най-голямата и разкошна къща в Атланта. Двамата имат дъщеря, Бони Блу Бътлър. Рет я обожава, като символ на свободолюбивата Скарлет, каквато е била преди войната. Той прави всичко възможно да си изгради добро име в обществото на Атланта, в името на дъщеря си. Скарлет, все още копнееща за Ашли и огорчена от това, че е загубила фигурата си, съобщава на Рет, че не желае да имат повече деца и че вече няма да споделят едно легло. Бесен, той отваря вратата между двете спални с ритник, за да ѝ покажа, че това решение ще го вземе той.
Когато един ден посещава дъскорезницата, Скарлет изслушва носталгичния монолог на Ашли, който копнее за старите, по-прости дни, които са безвъзвратно минали. Скарлет го утешава с прегръдка, но двамата са видени от две клюкарки, едната от които сестрата на Ашли – Индия, която никога не е харесвала Скарлет. Те бързо разпространяват слуха и репутацията на Скарлет е отново опетнена. По-късно същата вечер, Рет, който е чул слуха, насила изкарва Скарлет от леглото и я кара да посети тържеството по случай рождения ден на Ашли, облечена в най-предизвикателната си рокля и сама. Неспособна да повярва в нищо лошо за любимата си снаха, Мелани застава до Скарлет така че всички да разберат, че тя не вярва на клюката.
По-късно вкъщи, докато се измъква, за да си налее питие, Скарлет открива Рет пиян на първия етаж. Ослепял от ревност, той ѝ казва, че би могъл да я убие, ако така ще я накара да забрави за Ашли. Вдигайки я на ръце, той я отнася на втория етаж, казвайки „Това е една нощ, в която ти няма да ми откажеш“. Тя се събужда на следващата сутрин виновно доволна, но Рет се връща, за да се извини за държанието си и ѝ предлага развод. Скарлет отказва, твърдейки, че това ще бъде позор. Рет решава да отведе Бони на дълго пътуване до Лондон.
Рет се връща с Бони и Скарлет е щастлива да го види, но той отблъсква нейните опити за сдобряване. Отбелязва, че тя изглежда различно и Скарлет заявява, че е бременна отново. Рет пита кой е бащата и Скарлет му казва, че той много добре знае, че детето е негово и че тя не го иска. Наранен от това, Рет казва „Успокой се. Може да ти се случи нещо“. Побесняла, Скарлет се хвърля към него, пада по стълбите и загубва детето. Рет, обезумял от вина, изплаква пред Мелани своята ревност, но се въздържа да ѝ сподели за истинските чувства на Скарлет към Ашли.
Докато Скарлет се възстановява, малката Бони, импулсивна като дядо си, умира, когато пада от понито си при опит да прескочи оградата. Скарлет обвинява Рет. Рет обвинява себе си също. Мелани посещава къщата, за да ги утеши и убеждава Рет да позволи Бони да бъде погребана, но пада от родилните болки от втората ѝ бременност, за която знае, че би могла да я убие. На смъртното ѝ легло, тя моли Скарлет да се грижи за Ашли. С последния си дъх, Мелани ѝ казва още, че трябва да бъде по-мила към Рет, защото той я обича. Навън, Ашли пада облян в сълзи, безпомощен без жена си. Едва тогава Скарлет разбира, че никога не би могла да означава нещо за него и че през цялото време, тя е обичала нещо, което всъщност никога не е съществувало.
Тя се втурва обратно вкъщи, за да открие Рет, който си стяга багажа да я напусне. Скарлет го умолява да не тръгва, казвайки му, че сега разбира, че през цялото време го е обичала и че никога не е обичала истински Ашли.
Докато Рет излиза през вратата, тя проплаква „Рет, ако си тръгнеш, къде ще отида аз? Какво ще правя?“. А той отговаря: „Честно казано, мила моя, изобщо не ми пука“ и тръгва в мъглата. Тя сяда на стълбите и се разплаква в своето отчаяние, „Кое има значение? Тара. Вкъщи. Ще си отида у дома и ще измисля някакъв начин да си го върна. Все пак, утре е нов ден“.
На финалната сцена, Скарлет отново стои решителна пред Тара.

## В ролите
| Изпълнител        | Роля                        |
| ----------------- | --------------------------- |
| Томас Мичъл       | Джералд О'Хара              |
| Барбара О'Нийл    | Елън О'Хара (неговата жена) |
| Вивиан Лий        | Скарлет О'Хара (дъщерята)   |
| Евелин Кийс       | Сюелън О'Хара (дъщерята)    |
| Ан Рътърфорд      | Карийн О'Хара (дъщерята)    |
| Джордж Рийвс      | Бренд Тарълтън              |
| Фред Крейн        | Стюарт Тарълтън             |
| Хати Макданиел    | Мами (домашна прислужница)  |
| Оскар Полк        | Порк (домашен прислужник)   |
| Бътърфлай Макуийн | Приси (домашна прислужница) |
| Виктор Джори      | Джонас Уилкерсън            |
| Евърет Браун      | Големият Сам (отговорникът) |

| Изпълнител         | Роля                                  |
| ------------------ | ------------------------------------- |
| Хауърд Хикман      | Джон Уилкс                            |
| Алиша Рет          | Индия Уилкс (неговата дъщеря)         |
| Лесли Хауърд       | Ашли Уилкс (неговият син)             |
| Оливия де Хавиланд | Мелани Хамилтън (тяхната братовчедка) |
| Ранд Брукс         | Чарлс Хамилтън (братът на Мелани)     |
| Карол Най          | Франк Кенеди (гост)                   |
| Кларк Гейбъл       | Рет Бътлър (посетител в Чарлстън)     |

| Лора Хоуп Крюс | Леля Хамилтън  |
| Еди Андерсън   | Чичо Питър     |
| Хари Давънпорт | Д-р Мийд       |
| Лиона Робъртс  | Г-жа Мийд      |
| Джейн Даруел   | Г-жа Мериуетър |
| Уна Мънсън     | Бел Уотлинг    |

| Пол Хърст           | Янки                                             |
| Ками Кинг           | Бони Блу Бътлър                                  |
| Дж. М. Кериган      | Джони Калахър                                    |
| Джаки Моран         | Фил Мийд                                         |
| Лилиан Кембъл-Купър | Гувернантката на Бони в Лондон                   |
| Марсела Мартин      | Катлийн Калвърт                                  |
| Мики Кън            | Бо Уилкс                                         |
| Ървинг Бейкън       |                                                  |
| Уилям Бейкуел       |                                                  |
| Изабел Джуъл        | Ейми Слатери                                     |
| Ерик Лидън          |                                                  |
| Уорд Бонд           | Том, капитанът на Янките                         |
| Клиф Едуардс        |                                                  |
| Якима Канът         |                                                  |
| Луис Джийн Хейдт    | гладният войник, който държи Бо Уилкс в скута си |
| Олин Хауланд        |                                                  |
| Робърт Елиът        | майорът на Янките                                |
| Мери Андерсън       | Мейбел Мериуетър                                 |

## „Отнесени от вихъра“ В България
В България първоначално е излъчван по Канал 1 на БНТ през 90-те години. В дублажа участват Албена Павлова (която озвучава Скарлет О'Хара) и Красимира Казанджиева.
През 90-те години е издаден за първи път на VHS от Ултимат Видео и се разделя на две части.
През 2001 г. е издаден за първи път на DVD от Александра видео със субтитри на български.
На 13 и 14 декември 2003 г. е излъчен отново по Канал 1. На 30 и 31 август 2004 г. правят повторно излъчване, съответно от понеделник и вторник в 20:40 часа.
През 2004 г. е издаден отново на DVD от Съни филмс. Дискът се състои в четири диска. Новото издание чества 65-ата годишнина на филма.
На 1 май и 2 май 2008 г. започва излъчване на двете части на филма и по Нова телевизия. Двете части са излъчени съответно в четвъртък и петък от 13:30 ч. Повторени са съответно на 24 и 25 декември, съответно в сряда и четвъртък. 

### Дублажи
| Превод              | Надя Баева                                                                                                |
| Редактор            | Елка Рубибанова                                                                                           |
| Тонрежисьор         | Габриела Жекова                                                                                           |
| Режисьор на дублажа | Мария Николова                                                                                            |
| Озвучаващи артисти  | Ева Демирева Даринка Митова Таня Михайлова Даниел Цочев Николай Николов Христо Бонин Георги Георгиев-Гого |

| Озвучаващи артисти | Силвия Русинова Борис Чернев |

## Награди и номинации
Победител в 8 категории при връчването на годишните Награди на филмовата академия на САЩ през 1939 година за:
- Оскар за най-добър филм – Дейвид О. Селзник и Метро Голдуин Майър
- Оскар за най-добра режисура – Виктор Флеминг (Victor Fleming)
- Оскар за най-добра главна женска роля – Вивиан Лий (Vivien Leigh)
- Оскар за най-добра поддържаща женска роля – Хати Макданиел (Hattie McDaniel)
- Оскар за най-добър адаптиран сценарий – Сидни Хауърд (Sydney Howard)
- Оскар за най-добро операторско майсторство при цветен филм – Ърнест Халър, Рей Ринахан (Ernest Haller, Ray Rennahan)
- Оскар за най-добра сценография – Лайъл Р. Уилър (Lyle R. Wheeler)
- Оскар за най-добър монтаж – (Hal C. Kern, James E. Newcom)

получава и 2 специални награди за:
- цялостно творчество на Уилям Камерън Менцес (William Cameron Menzies)
- технически постижения на Дон Мъсгрейв (Don Musgrave)

номинации за още 5 награди:
- най-добра главна мъжка роля – Кларк Гейбъл (Clark Gable)
- най-добра поддържаща женска роля – (Оливия де Хавиланд)
- най-добра музика – Макс Стайнер (Max Steiner)
- най-добър звук – (Thomas T. Moulton)
- най-добри визуални ефекти – (John R. Cosgrove, Fred Albin, Arthur Johns)